# Honorius (hoàng đế)
Honorius (tiếng Latinh: Flavius Honorius Augustus; 384 – 423), là một vị Hoàng đế của Đế quốc Tây La Mã, ở ngôi từ năm 395 cho đến khi mất năm 423. Ông là người con út của Hoàng đế Theodosius I và Hoàng hậu Aelia Flaccilla, đồng thời ông còn là em của Hoàng đế Đông La Mã Arcadius. Sau khi phụ hoàng Theodosius I đánh thắng kẻ tiếm ngôi Magnus Maximus thì Honorius được tấn phong làm Hoàng đế Tây La Mã đồng trị vì của phụ hoàng. Lên ngôi báu lúc mới 10 tuổi, ông là một vị Hoàng đế không có tài trị nước. Ông vừa yếu đuối, lại còn dễ bị mua chuộc.
Trong suốt triều đại của Honorius, Đế quốc Tây La Mã thường xuyên rơi vào tình trạng bất ổn nội bộ và hỗn loạn chính trị. Nhờ sự ủng hộ và phò tá của Đại tướng quân Flavius StIlyicho, người liên tiếp giữ vai trò giám hộ Honorius (suốt thời thơ ấu của ông) và cha vợ của ông (sau khi Hoàng đế đã trưởng thành). Quyền giám hộ của StIlyicho đã giúp cho Đế quốc duy trì được mức độ ổn định trong một thời gian ngắn, nhưng do nghe nịnh thần mà Honorius đã hành quyết StIlyicho cùng với người con trai của ông này, để rồi Đế quốc Tây La Mã nhanh chóng rơi vào sự suy sụp. Triều đình Honorius phải đương đầu với các cuộc tấn công mãnh liệt của người Goth do vua Alaric I thống suất.

## Tiểu sử

### Thời kỳ trị vì ban đầu

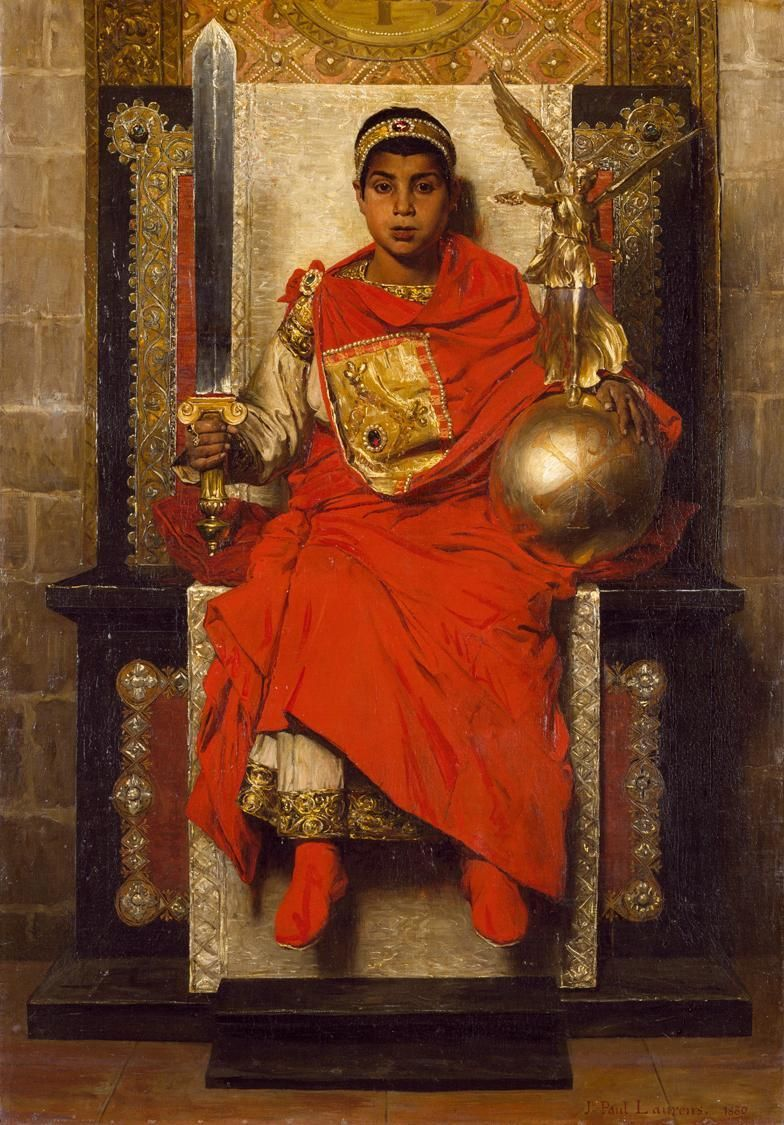
Hoàng đế Tây La Mã Honorius, Jean-Paul Laurens (1880). Honorius trở thành Augustus vào ngày 23 tháng 1 năm 393, ở tuổi lên chín.

Hoàng tử Honorius sinh vào ngày 9 tháng 9 năm 384 tại kinh thành Constantinopolis. Sau khi nắm giữ chức quan Tổng tài vào năm hai tuổi, Honorius được phụ hoàng Theodosius I tấn phong là Augustus, trở thành vị Hoàng đế đồng cai trị với ông vào ngày 23 tháng 1 năm 393 kể từ sau khi Hoàng đế Valentinianus II và kẻ tiếm ngôi Eugenius qua đời. Tháng Giêng năm 395, Theodosius I qua đời, Honorius và Arcadius cùng nhau chia đôi Đế quốc, do đó Honorius trở thành Hoàng đế của Đế quốc Tây La Mã khi mới mười tuổi.
Phần lớn thời kỳ trị vì ban đầu của Hoàng đế Honorius hoàn toàn phụ thuộc vào sự lãnh đạo quân sự và kiểm soát triều chính của Đại tướng quân StIlyicho - một cựu thần của tiên đế Theodosius I, có nguồn gốc pha trộn giữa người La Mã và người Vandal. Để củng cố mối quan hệ giữa ông với vị ấu chúa, StIlyicho đã gả con gái mình là Maria cho Hoàng đế. Nhà thi hào Claudius Claudianus có viết bài thơ mừng đám cưới vào dịp này, về sau áng thi ca này vẫn còn tồn tại. Thế lực Giáo hoàng ở thành La Mã nhận thấy vị ấu chúa thật yếu đuối, liền lợi dụng cơ hội gây ảnh hưởng lấn át ông. Chính vì thế, Giáo hoàng Innôcentê I đã thuyết phục Honorius viết một bức thư cho hoàng huynh Arcadius, nội dung bức thư chỉ trích việc Hoàng đế Arcadius cách chức Tổng Giám mục John Chrysostom vào năm 407.
Lúc đầu, Honorius đóng đô tại thành Mediolanum, nhưng khi người Tây Goth dưới quyền vua Alaric I tiến vào bán đảo Ý, thì ông phải dời đô sang thành phố ven biển Ravenna, được bảo vệ bởi một vòng đầm lầy và công sự vững chắc. Trong khi tân đô phòng thủ khá dễ dàng thì nó lại nằm trong tình trạng ngặt nghèo cho phép lực lượng Quân đội La Mã bảo vệ trung tâm bán đảo Ý từ mối đe dọa ngày càng gia tăng từ việc xâm nhập của những đạo quân man rợ. Sự kiện này đánh dấu một bước ngoặt lớn mang ý nghĩa lịch sử ở chỗ từ khi Hoàng đế lập Hoàng triều tại đây cho tới khi vị Hoàng đế Tây La Mã cuối cùng bị lật đổ vào năm 476 đó có thể là nguyên nhân tại sao Ravenna được chọn, không chỉ là kinh đô của Vương quốc Đông Goth tại Ý, mà còn là phủ của quan trấn thủ của Đế quốc Đông La Mã.

### StIlyicho và việc phòng thủ nước Ý

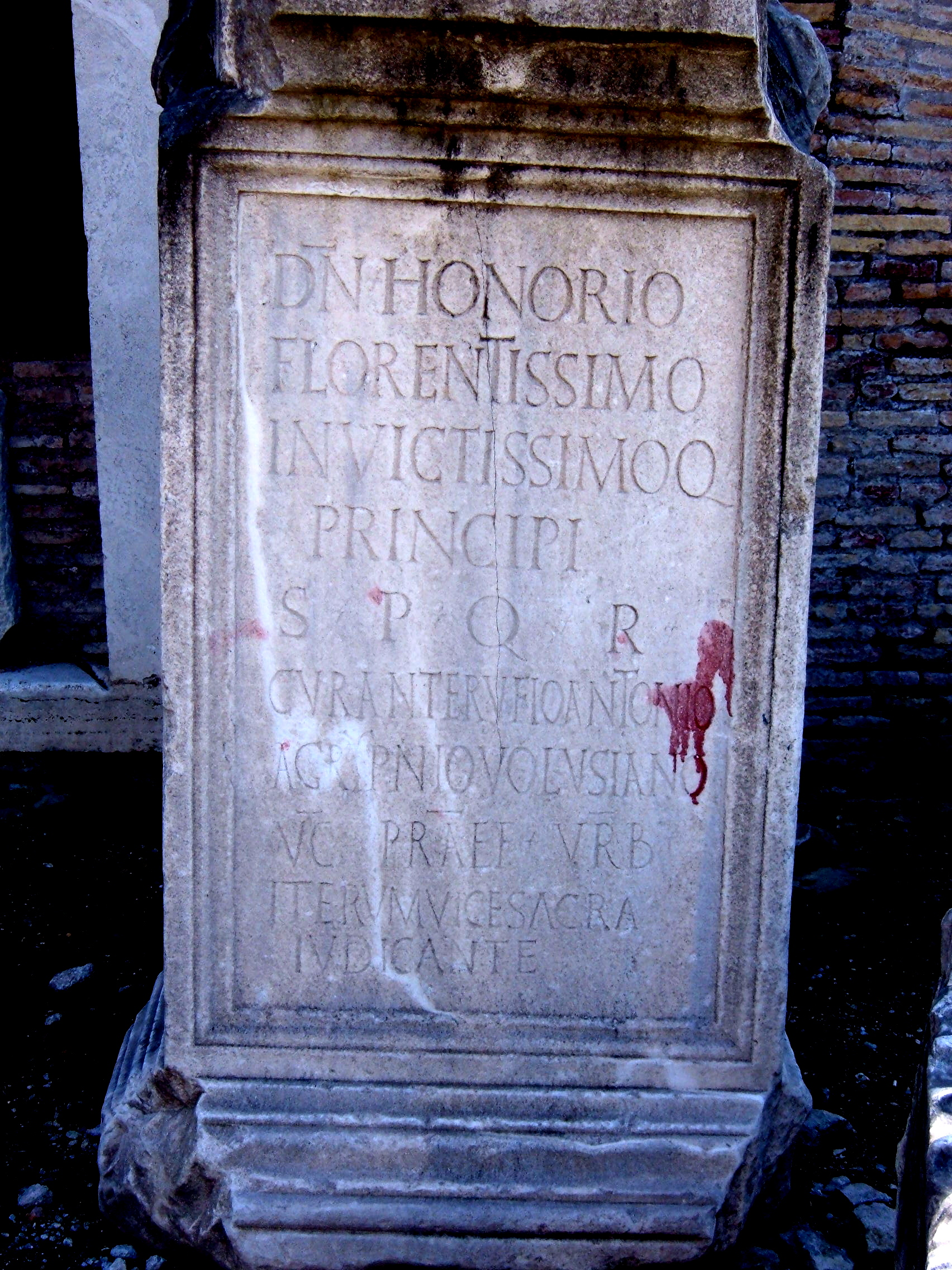
Câu văn khắc thể hiện sự tôn kính Honorius, như câu florentissimo invictissimoque, nghĩa là: người vô địch và xuất sắc nhất, 417-418, Forum Romanum

Dưới triều đại của ấu chúa Honorius, người Tây La Mã luôn luôn phải gian nan đương đầu với những cuộc xâm lược gần như liên miên của người man rợ vào các vùng lãnh thổ của Đế quốc như Gaul, Ý và Hispania (Tây Ban Nha ngày nay), trong khi đó, những cuộc nổi dậy không dứt của những kẻ tiếm ngôi vẫn cứ xảy ra liên tục, chưa kể vị Hoàng đế cũng là người không có tài trị quốc, do đó Đế quốc Tây La Mã bị suy yếu nghiêm trọng.
Biến động đầu tiên mà Honorius phải đối mặt là cuộc nổi dậy của Gildo, viên Comes Africae (chức quan cai trị Châu Phi thuộc Đế quốc La Mã) kiêm Tổng tư lệnh các lực lượng dân quân tự vệ châu Phi (Magister utriusque militiae per Africam), bùng nổ tại Bắc Phi trong thời gian hai năm (397 – 398). Cuối cùng, Đại tướng quân StIlyicho hạ lệnh cho một đạo quân địa phương do anh trai của Gildo là Masceze chỉ huy trấn áp hoàn toàn cuộc bạo loạn này.
Sau khi Gildo bị thất thế, biến động lớn kế tiếp là sự kiện người Tây Goth xâm lược bán đảo Ý vào năm 402 dưới sự thống suất của ông vua khủng khiếp Alaric I. StIlyicho đã vắng mặt tại thành phố Raetia trong những tháng cuối năm 401, khi Alaric I - vua người Tây Goth kiêm Tổng tư lệnh quân đội (magister militum) của Đế quốc Đông La Mã tại xứ Illyricum, bất ngờ kéo rốc một đội quân hùng hậu xuyên qua dãy Alpi Giulie tiến vào đất Ý.
Thấy vậy, StIlyicho vội vã quay trở về để bảo vệ Hoàng đế Honorius và triệu tập các quân đoàn Lê dương ở xứ Gaul và Britain (nước Anh ngày nay) đến kháng chiến chống người Tây Goth tại Ý. Trong lúc đang say ngủ mơ màng tại kinh thành Mediolanum, Honorius bất ngờ được các tùy tùng dẫn đi và nhanh chóng chạy tới Asti, vì sợ rằng vị Hoàng đế có thể bị đội quân tinh nhuệ của Alaric I - bấy giờ ông ta đang tiến quân vào Liguria - sẽ truy đuổi bất cứ lúc nào không hay. StIlyicho dẫn quân bản bộ tới đánh bại Alaric tại Pollentia, trên sông Tanarus vào ngày Lễ Phục Sinh (6 tháng 4 năm 402). vua Alaric rút về Verona, nơi ông ta bị StIlyicho tấn công một lần nữa. Người Tây Goth đã kiệt sức sau nhiều lần bại trận, được phép rút lui về Illyricum. Song, sau khi Đại tướng quân StIlyicho đại thắng quân Goth, Viện Nguyên lão có thỉnh cầu ông tổ chức lễ diễu binh khải hoàn tại thành La Mã vào năm 404. Không những lễ khải hoàn này nhằm ăn mừng chiến thắng vẻ vang của các chiến binh La Mã trước dân tộc man rợ Goth, mà còn để đón mừng Honorius lần thứ năm nắm chức Tổng tài La Mã. Trên khắp mọi khu vực ngoại ô và đường phố, từ cầu Milvian cho đến tận núi Pfälzerwald, thần dân La Mã đổ xô ra trong niềm vui sướng (trong suốt một trăm năm, họ chỉ có ba lần có được vinh dự nhìn thấy mặt Hoàng đế). Họ đều hân hoan vẫy chào cỗ xe mà StIlyicho ngồi chễm chệ cạnh bên vị ấu chúa. Điều quan trọng của buổi lễ này là nó không nhuốm màu đỏ máu của các cuộc tương tàn lẫn nhau của người La Mã, như lễ khải hoàn của các tiên hoàng Constantinus I Đại Đế và Theodosius I Đại Đế. Sau đó vào năm 405, một đạo quân đông đảo khác của người rợ, bao gồm người Đông Goth, Alan, Vandal và Quadi với số lượng khoảng 50 vạn binh lính tinh nhuệ, do thủ lĩnh Radagaisus cầm đầu vượt qua sông Rhine đã bị đóng băng và xâm chiếm bán đảo Ý, mang sự tàn phá vào tận trung tâm của Đế quốc, cho đến khi StIlyicho đánh tan tác họ vào năm 406.
Tình hình ở Britannia (nước Anh ngày ngay) thậm chí còn nhiều vấn đề nghiêm trọng khác. Các tỉnh ở Anh đã bị cô lập, thiếu hẳn sự hỗ trợ của Đế quốc, quân đội liền quay sang ủng hộ cuộc nổi loạn của Marcus (406–407), Gratianus (407), và Constantinus III. Constantinus III thân chinh xua quân xâm lược xứ Gaul vào năm 407, chiếm Arles, và trong khi Constantinus III ở Gaul thì Constans, cậu con trai của ông ta nắm quyền cai trị nước Anh. Vào năm 410, người Anh hầu như đã đạt được hiệu quả trong công việc nội trị của riêng mình và chẳng mong muốn nhận bất cứ viện trợ nào từ La Mã nữa.
Đây là lý do chính đáng cho điều này là Đế quốc Tây La Mã đã tỏ ra quá căng thẳng do những cuộc xâm lược có quy mô lớn của các tộc người Alan, Suevi và Vandal; mặc dù họ đã bị đẩy lùi ra khỏi Ý vào năm 406, họ cừ di chuyển vào xứ Gaul vào ngày 31 tháng 12 năm 406, và đến Hispania năm 409. Đầu năm 408, StIlyicho cố gắng củng cố vị trí của ông tại triều đình bằng cuộc hôn nhân giữa Thermantia, con gái của ông với Honorius sau khi Hoàng hậu Maria mất vào năm 407. Một số cuộc xâm lược khác của Alaric đã bị StIlyicho chặn đứng vào năm 408 khi ông buộc Viện Nguyên Lão La Mã phải chi trả 4 tấn vàng để thuyết phục người Goth rời khỏi Ý.
Hoàng đế Honorius, trong khi chờ đợi tại Bononia, trên đường từ kinh kỳ Ravenna tới Ticinum, khi nhận được tin hoàng huynh Arcadius mất vào tháng 5 năm 408. Ông lúc đầu đã lên kế hoạch tới thành Constantinopolis để giúp thiết lập lại triều đình Đông La Mã đang trong tình trạng náo động, hỗn loạn tại nơi đây khi Theodosius II lên ngôi Hoàng đế. Honorius ngay lập tức triệu hồi StIlyicho từ kinh thành Ravenna đến làm cố vấn, StIlyicho khuyên Honorius không nên đi tới đó, và nên tự mình quyết định lấy mọi việc. Trong thời gian vắng mặt của StIlyicho, một viên công sứ tên Olympius bắt đầu nịnh hót, bợ đỡ Honorius để cầu xin ân huệ từ Hoàng đế. Thì thầm vào tai Honorius, Olympius đã thuyết phục Hoàng đế rằng, cha vợ theo giáo phái Arianô của ông đang âm mưu với bọn người rợ để lật đổ Honorius. Ngay khi StIlyicho trở về kinh đô Ravenna, Honorius ra lệnh tống giam và xử tử StIlyicho. Sau đó, Honorius tuyên bố công khai chống lại các quan lại thân cận cũ của cha vợ ông, giết chết và tra tấn các viên quan chủ chốt, đồng thời còn ra lệnh tịch thu tài sản của bất kỳ ai đã nhận bất cứ chức vụ nào trong thời gian StIlyicho làm chỉ huy. Đối với Hoàng hậu Thermantia thì Honorius lập tức ghẻ lạnh bà và giao lại cho mẹ bà trông nom để đề phòng hậu họa, tiếp đó sai người tới hạ sát Eucherius, anh trai của Thermantia.
Năm 409, Alaric quay trở lại, được sự đồng ý của Viện Nguyên Lão La Mã, ủng hộ cho kẻ tiếm ngôi là Priscus Attalus. Năm 410, Đế quốc Đông La Mã gửi tới sáu quân đoàn (khoảng 6,000 người do sự thay đổi trong chiến thuật, đội quân của thời kỳ này chỉ còn lại khoảng 1000 binh sĩ, giảm từ quân đoàn 6000 người của thời kỳ Cộng hòa và thời gian đầu của Đế quốc) tới chi viện cho Honorius. Để chống lại Priscus, Honorius cố gắng đàm phán với Alaric. Alaric đồng ý rút sự ủng hộ và hỗ trợ cho Priscus vào năm 410, nhưng các cuộc đàm phán với Honorius bỗng chốc tan vỡ. Alaric một lần nữa tiến quân vào Ý và chiếm được Rome, tiến hành cướp phá thành phố này.

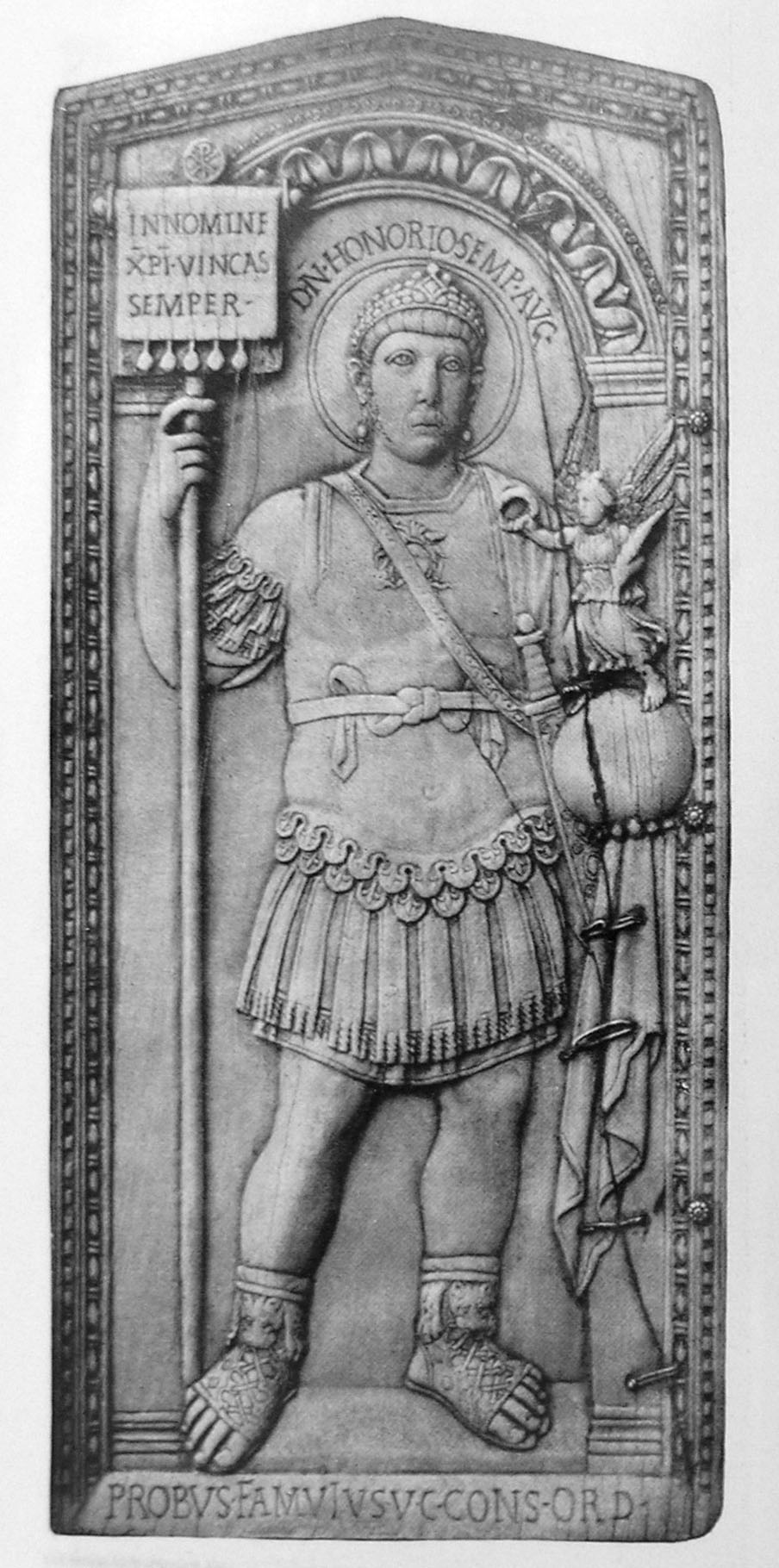
Hình vẽ Honorius trên tranh bộ đôi quan chấp chính của Anicius Petronius Probus (406)

### Constantius và sự suy yếu của Đế quốc Tây La Mã

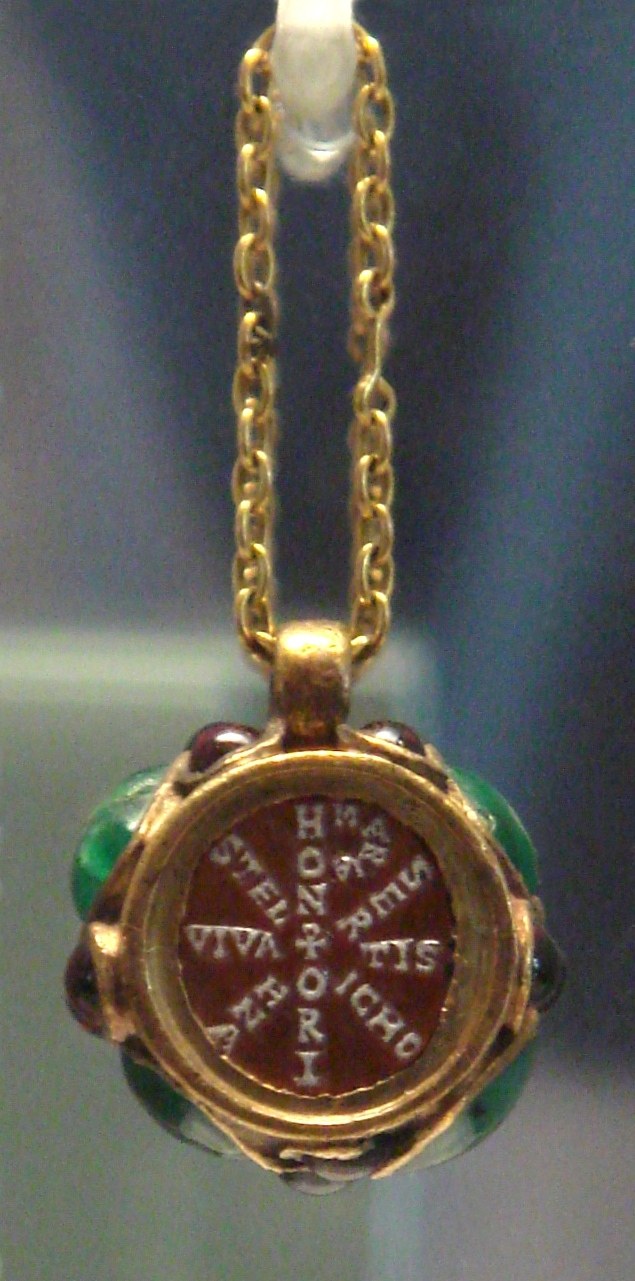
Mặt dây chuyền Cơ Đốc giáo của Hoàng hậu Maria, con gái của StIlyicho, và là vợ của Honorius.
Musée du Louvre. Đọc theo Mặt dây chuyền, xung quanh một cây thánh giá trung tâm (theo chiều kim đồng hồ):
HONORI
MARIA
SERINA
VIVATIS
STELICHO.
Đây là mẫu tự Biểu tượng Cơ Đốc giáo

Cuộc nổi loạn của Constantinus III ở phía Tây vẫn tiếp tục diễn ra trong suốt thời gian này. Năm 409, Gerontius, tướng lĩnh của Constantinus III tại Hispania, nổi loạn chống lại ông này đồng thời tuyên bố Maximus là Hoàng đế, và mang quân bản bộ vây hãm Constantinus III tại Arles. Giờ đây, chính Hoàng đế Honorius tìm thấy một viên chỉ huy có thể tin cậy được là Constantius, người vừa đánh bại Maximus và Gerontius, và sau đó là Constantinus vào năm 411.
Xứ Gaul lại một lần nữa là nguồn gốc mối bận tâm của Honorius: ngay sau khi quân đội của Constantius đã trở lại Ý, Jovinus nổi dậy ở miền Bắc Gaul, với sự hỗ trợ của người Alan, Burgundy, và giới quý tộc Gaul. Jovinus cố gắng đàm phán với vua người Tây Goth là Ataulf khi người Tây Goth xâm lược vào năm 412, nhưng việc tuyên bố người anh Sebastianus của ông làm Augustus đã khiến Ataulf tìm kiếm liên minh với Honorius. Honorius để Acho taulf giải quyết vấn đề với Jovinus, và quân nổi dậy bị liên quân La Mã - Goth dưới quyền Ataulf đánh bại, Jovinus bị bắt sống và hành quyết vào năm 413. Cùng thời điểm đó, Heraclianus cũng châm ngòi cho một cuộc nổi loạn khác tại Bắc Phi, nhưng gặp thất bại khi đưa quân xâm lược bán đảo Ý. Sau khi bại trận, ông ta trốn đến thành Carthage và bị đám thuộc hạ giết chết.
Vào năm 414, Constantius tấn công Ataulf, người tuyên bố Priscus Attalus là hoàng đế một lần nữa. Constantius xua vua Ataulf vào Hispania, và Attalus một lần nữa mất hỗ trợ của người Tây Goth, bị bắt sống và truất phế. Trong số lãnh sự thứ mười một Honorius và thứ hai của Constantius, Hoàng đế tiến thành La Mã trong niềm vui chiến thắng, cùng với cỗ chiến xa của Attalus. Honorius trừng phạt Attalus bằng cách cắt đứt ngón tay phải và ngón cái, bắt Attalus phải chịu cùng số phận mà ông đã đe dọa hoàng đế. Nhớ lại Attalus đã đề nghị Honorius nên rút về một vài hòn đảo nhỏ, nay ông đáp lại đặc ân đó bằng cách đày Attalus tới đảo Lipara.
Miền Đông Bắc xứ Gaul đã trở thành chủ đề có liên quan tới sự ảnh hưởng thậm chí còn lớn hơn của người Frank, trong khi một hiệp ước đã ký kết vào năm 418 cấp cho Tây Goth phần phía tây nam vùng Gallia Aquitania cũ. Dưới ảnh hưởng của Constantius, Honorius đã ban hành Thánh chỉ năm 418, mục đích của Thánh chỉ này cho phép Đế quốc giữ lại những lãnh thổ đang có ý định đầu hàng người Goth. Nới lỏng mối quan hệ hành chính kết nối tất cả Bảy Tỉnh còn lại mà Đế quốc Tây La Mã kiểm soát được (Maritime Alps, Narbonensis Prima, Narbonensis Secunda, Novempopulania, Aquitania Prima, Aquitania Secunda và Viennensis) với chính quyền trung ương, bằng cách loại bỏ các thống đốc hoàng gia và cho phép người dân, như một liên bang phụ thuộc, để tiến hành công việc của mình, với mục đích đại diện tất cả các thị trấn gặp nhau mỗi năm ở Arles.
Vào năm 417, Constantius kết hôn với Công chúa Galla Placidia, em gái Hoàng đế Honorius, bất chấp sự phản đối của nàng. Năm 421, Honorius công nhận ông này là đồng Hoàng đế với danh hiệu Constantius III, Tuy nhiên, khi cáo thị về việc bầu chọn ông được gửi tới kinh đô Constantinopolis, Hoàng đế Theodosius II từ chối công nhận. Constantius tức giận, bắt đầu chuẩn bị cho một cuộc xung đột quân sự với Đông La Mã nhưng trước khi kế hoạch can thiệp bắt đầu, thì Hoàng đế Constantius III đột ngột lâm trọng bệnh và mất vào năm 422.
Từ năm 420 cho đến năm 422, một nhân vật khác (hoặc có lẽ là một người) cũng tên là Maximus vừa giành lại được uy danh đã mất ở Hispania. Vào thời điểm Hoàng đế Honorius mất vào năm 423, các lãnh thổ của Đế quốc như Anh, Tây Ban Nha và hầu hết các vùng ở Gaul đều lần lượt rơi vào sự kiểm soát của đám người man rợ. Trong những năm cuối đời mình, Honorius được xem là muốn theo đuổi người em gái con riêng của mẹ kế là Galla Placidia, nhưng nàng không bằng lòng điều đó nên đã đưa các con gồm Hoàng nam là Hoàng đế Valentinianus III trong tương lai và Hoàng nữ Honoria, chạy sang thành Constantinopolis lẩn tránh.

### Qua đời
Honorius mắc bệnh phù nghiêm trọng nên qua đời vào ngày 15 tháng 8 năm 423 tại kinh đô Ravenna, không kịp để lại người kế vị. Trong khoảng thời gian đứt quãng tiếp theo, Joannes được đề cử làm Hoàng đế. Tuy nhiên, vào năm 424, Hoàng đế Đông La Mã Theodosius II đã chọn người em họ là Valentinianus III, con của Galla Placidia và Constantius III, danh chính ngôn thuận làm Hoàng đế Tây La Mã.

## Cuộc cướp phá thành La Mã của người Tây Goth

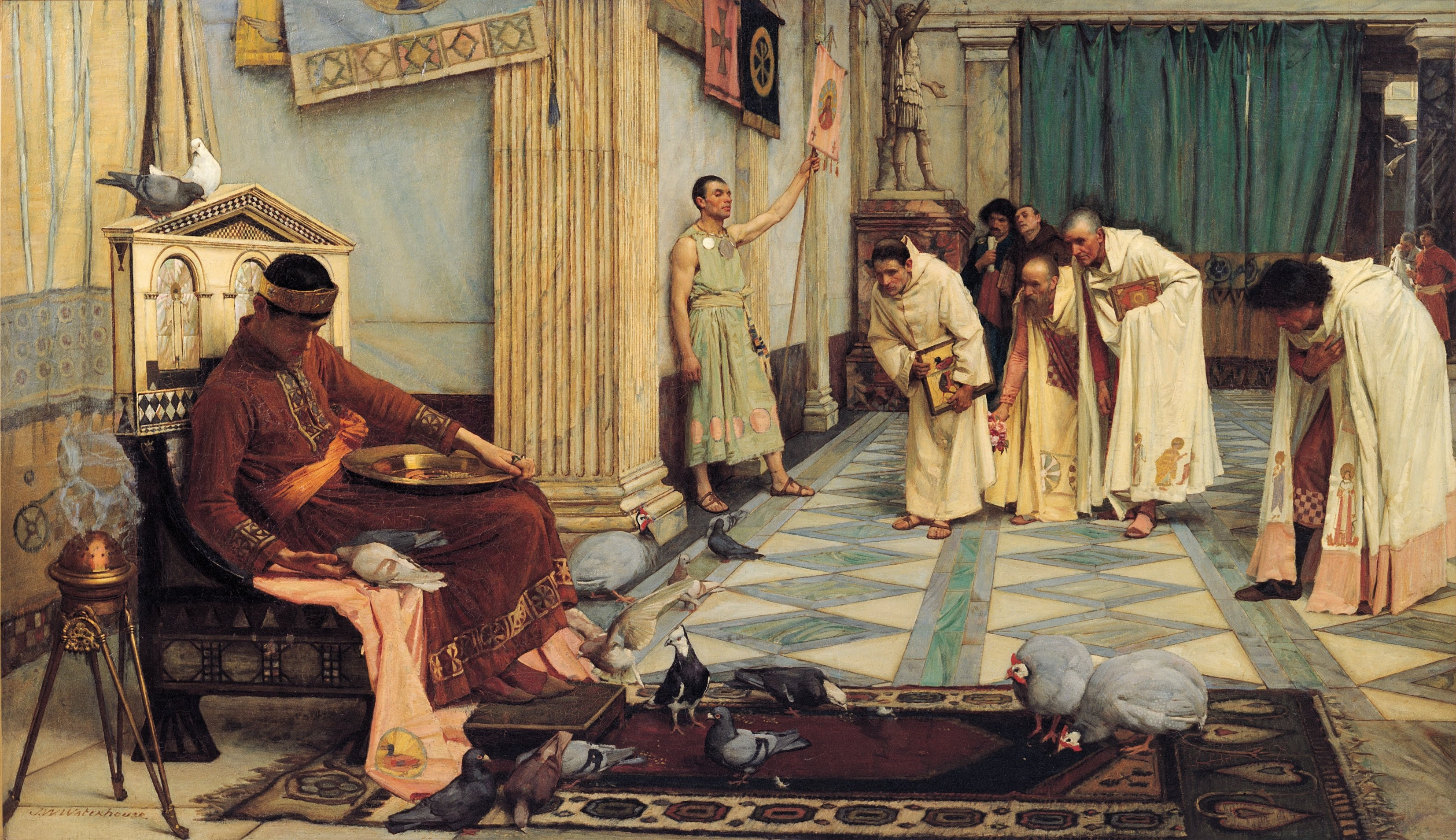
Thú cưng của Hoàng đế Honorius, thực hiện bởi John William Waterhouse, 1883.

Một trong những sự kiện nổi tiếng nhất trong suốt thời kỳ trị vì của ông chính là vụ đột kích và cướp phá thành La Mã vào ngày 24 tháng 8 năm 410, do người Tây Goth dưới quyền vua Alaric thực hiện.
Thành phố bị người Tây Goth vây hãm một thời gian ngắn sau khi StIlyicho bị cách chức và xử tử vào mùa hè năm 408. Thiếu một vị tướng lĩnh tài giỏi đủ để kiểm soát, chỉ huy quân đội La Mã phần lớn là người rợ, Honorius có thể tiến hành một cuộc tấn công nhỏ trực tiếp vào lực lượng của Alaric, tuy nhiên thông qua một chiến lược duy nhất mà ông có thể làm được trong tình hình lúc bấy giờ: chờ đợi một cách thụ động để dụ người Tây Goth rơi vào tình trạng mệt mỏi, kiệt sức và dành thời gian sắp xếp lại việc truy kích mà lực lượng của ông có thể làm được. Thật không may, xuất hiện quá trình của hành động này dường như chỉ là sản phẩm cho tính do dự, thiếu quyết đoán của Honorius mà ông bị hậu thế và các nhà sử học sau này chỉ trích, phê bình thậm tệ.
Cho dù kế hoạch này có thể đã là sự việc có lẽ gây tranh cãi nhiều nhất dù trong bất kỳ trường hợp nào. Bị ảnh hưởng bởi nạn đói, một số đông nô lệ và binh lính đào ngũ đã chạy tới mở cửa thành phòng thủ thành La Mã để cho Alaric kéo đội quân Tây Goth tràn vào cướp phá trên quy mô lớn. Một số lớn quý tộc, cư dân và nô lệ bị giết chết hoặc bị bắt làm tù binh, bán làm nô lệ. Một số khác trốn thoát được, chạy sang lánh nạn ở nước ngoài. Người Tây Goth sau đó không chiếm đóng thành phố La Mã mà chuyển sang sinh sống trên bán đảo Tây Ban Nha và miền Nam xứ Gaul. Thành phố La Mã đã tồn tại hơn 1.200 năm (từ thế kỷ VIII trước Công Nguyên đến giữa thế kỷ V sau Công Nguyên) chưa từng bị một lựclượng ngoại bang hoặc một cuộc khởi nghĩa, nổi loạn nào chiếm đóng hay phá hủy, vì thế La Mã được mệnh danh là "thành phố vĩnh cửu".
Vụ cướp phá tự bản thân nó được một số sử gia xem như bao vụ cướp phá bình thường khác vì mức độ hủy hoại không thực sự nghiêm trọng, ví dụ như Nhà thờ, trụ sở của Giáo hội và các tượng đại tôn giáo đã không hề hấn gì. Đây là một đòn tinh thần đau đớn nhất mà người La Mã đã phải hứng chịu từ trước tới giờ. Cú sốc của sự kiện này còn vang dội từ Anh đến Jerusalem, và là nguồn cảm hứng cho Augustine viết nên kiệt tác The City of God (Thành phố Thiên Chúa) của ông.
Vào năm 410, Honorius phúc đáp thư cầu xin thẩn khiết sự trợ giúp từ đảo Anh để chống lại các cuộc xâm nhập của người man rợ tại địa phương mình, gọi là Huấn Lệnh Honorius. Vì còn bận tâm với mối đe dọa từ người Tây Goth nên Honorius không có bất kỳ khả năng quân sự nào để hỗ trợ các tỉnh ở xa. Theo học giả Đông La Mã vào thế kỷ thứ sáu là Zosimus, "Honorius viết thư cho các thành phố ở Anh ra lệnh cho họ tự bảo vệ lấy bản thân họ". Câu này có vị trí ngẫu nhiên ở giữa một cuộc thảo luận của miền Nam Ý, không có đề cập nào được thực hiện ở Anh, điều này đã dẫn đến một số nghi ngờ, mặc dù không phải tất cả, từ các học giả hiện đại cho thấy rằng huấn lệnh trên không phải được áp dụng ở Anh, mà là tại Bruttium ở Ý.

## Đánh giá về Honorius

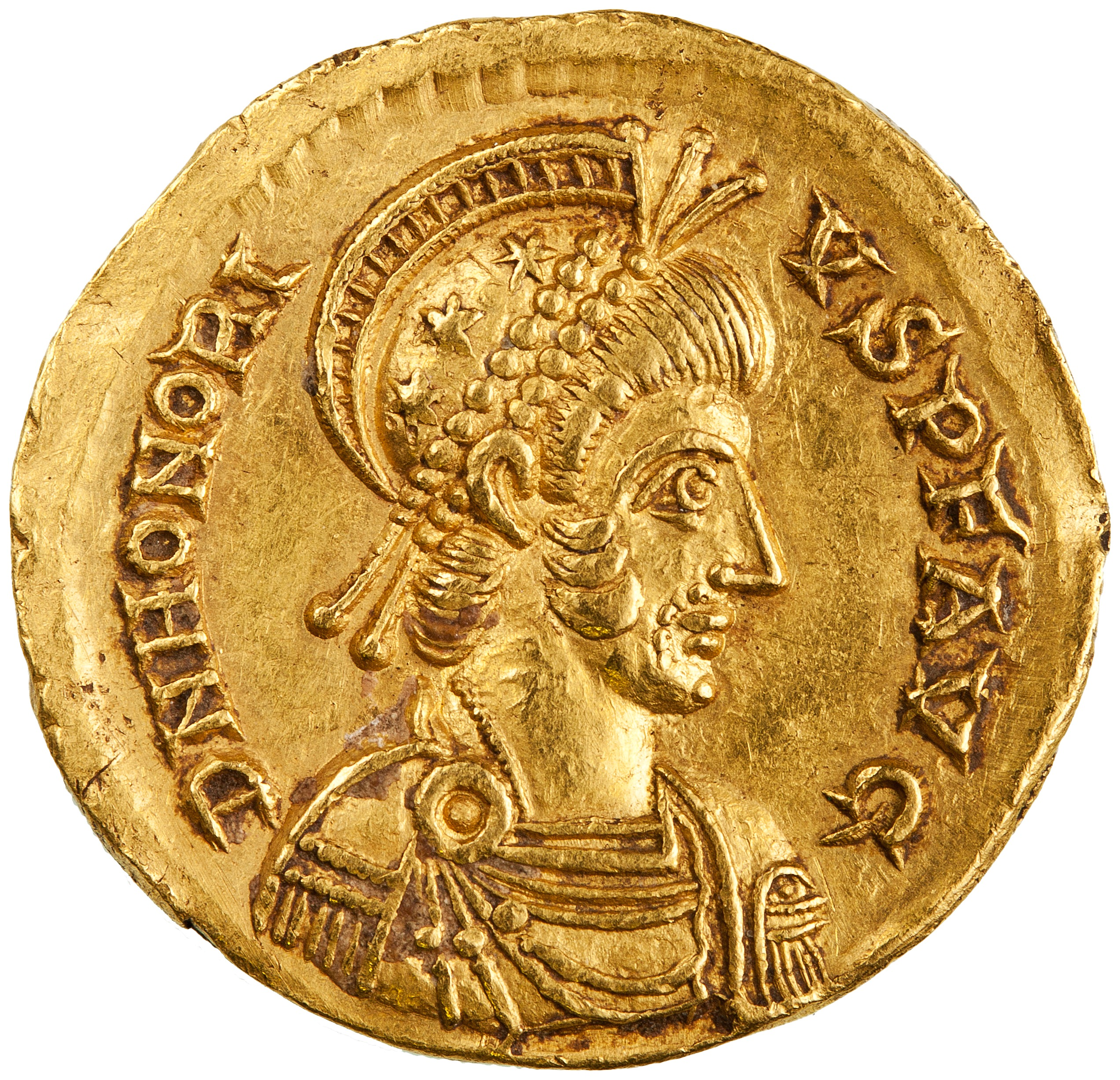
Đồng Solidus của Hoàng đế Honorius được đúc tại Ravenna.

Cái chết đến sớm của Hoàng đế Honorius đã kết thúc 29 năm trị vì chẳng huy hoàng gì của ông. Trong cuốn Lịch sử Chiến tranh của mình, sử gia Procopius đề cập đến một câu chuyện (mà Gibbon hoài nghi) khi nghe tin rằng thành La Mã bị quân man rợ tiến vào tàn phá, cướp bóc, Honorius lúc đầu hơi sốc; suy nghĩ tin tức như muốn ám chỉ đến con gà ưa thích mà ông đặt tên là "La Mã".
"Vào thời điểm đó, họ nói rằng Hoàng đế Honorius ở kinh thành Ravenna nhận được lời nhắn từ một viên hoạn quan mà rõ ràng là một người trông coi gia cầm, rằng thành La Mã đã bị cướp phá. Tức thì Ngài khóc lên và nói: 'nó đã vuột mất khỏi tay của Ta rồi !' vì Ngài có một con gà trống to lớn, cũng mang tên La Mã; và viên Thái giám hiểu được lời Ngài nói rằng đó là thành phố La Mã đã bị diệt vong trong tay của Alaric, và vị Hoàng đế với một tiếng thở dài nhẹ nhõm trả lời một cách nhanh chóng: 'Vậy mà Ta cứ nghĩ là con gà của Ta đã tiêu rồi'. Quả thực, như họ nói, đây đúng là điều nực cười nhất mà vị Hoàng đế này có được."
 
Procopius, The Vandalic War (III.2.25–26)
Tổng kết tất cả tài liệu về triều đại của Honorius, sử gia J.B. Bury viết, "Tên ông sẽ bị lãng quên trong số những tên vô danh ngồi trên ngai vàng của Đế quốc, không phải là triều đại của ông trùng hợp với giai đoạn gây ra thảm họa lớn, mà từ đó nó đã được quyết định rằng Tây Âu vượt qua từ La Mã cho tới Teuton". Sau khi liệt kê những thảm họa trong thời gian 28 năm, Bury kết luận rằng Honorius "Tự thân ông ta đã không làm được gì đáng chú ý để chống lại những kẻ thù tràn vào quấy phá lãnh thổ mình, nhưng xét theo cá nhân ông ta lại có sự may mắn một cách lạ thường, giữ vững ngai vàng cho tới lúc mất vì bệnh tật và chứng kiến được sự tàn phá của vô số những tên bạo chúa đã nổi lên chống lại ông".
Honorius còn ban hành một Thánh chỉ trong suốt thời kỳ trị vì của ông là cấm đàn ông mặc quần dài ở cố đô La Mã [Bộ luật Theodosius 14.10.2–3, tr. C. Pharr, "Bộ luật nhà Theodosius," p. 415]. Ngoài ra một sự kiện nhỏ đáng chú ý khác được biết đến chính là chiếu chỉ của nhà vua cấm các trường dạy võ sĩ giác đấu vào năm 399. Kể từ đời vua Constantinus I Đại Đế, các võ sĩ giác đấu thường chống đối sự phát triển của Ki-tô giáo, do đó hành động mạnh mẽ của Honorius có lẽ là do ông chịu ảnh hưởng từ các giáo sĩ Ki-tô giáo. Tuy nhiên, trong buổi diễu binh khải hoàn cùng với Đại tướng quân StIlyicho vào năm 404 thì ông lại xuống lệnh cho tổ chức các trờ chơi mà trong số đó có giác đấu. Đây là trận giác đấu cuối cùng trong đấu trường La Mã. Nhờ có một vị giáo sĩ can trường là Telemachus mà La Mã không còn trò chơi kinh hoàng bạt vía này nữa. Ông ta chạy vào đấu trường để ngăn cách các võ sĩ, do đó dân chúng La Mã phẫn nộ liền ném đá vào người Telemachus, và dẫn đến sự tử vì đạo của ông ta. Tuy nhiên, sự khùng điên của dân chúng cuối cùng cũng phải kết thúc: thay vì đó, họ trở nên tôn vinh Telemachus vì lòng dũng cảm, trọng danh dự, sẵn sàng hy sinh của ông ta. Và, dĩ nhiên, họ sẵn sàng tuân theo bộ luật của Hoàng đế - theo đó không hy sinh bất kỳ một ai cho hý trường La Mã nữa.